# سیاه کلک (سمیرم)

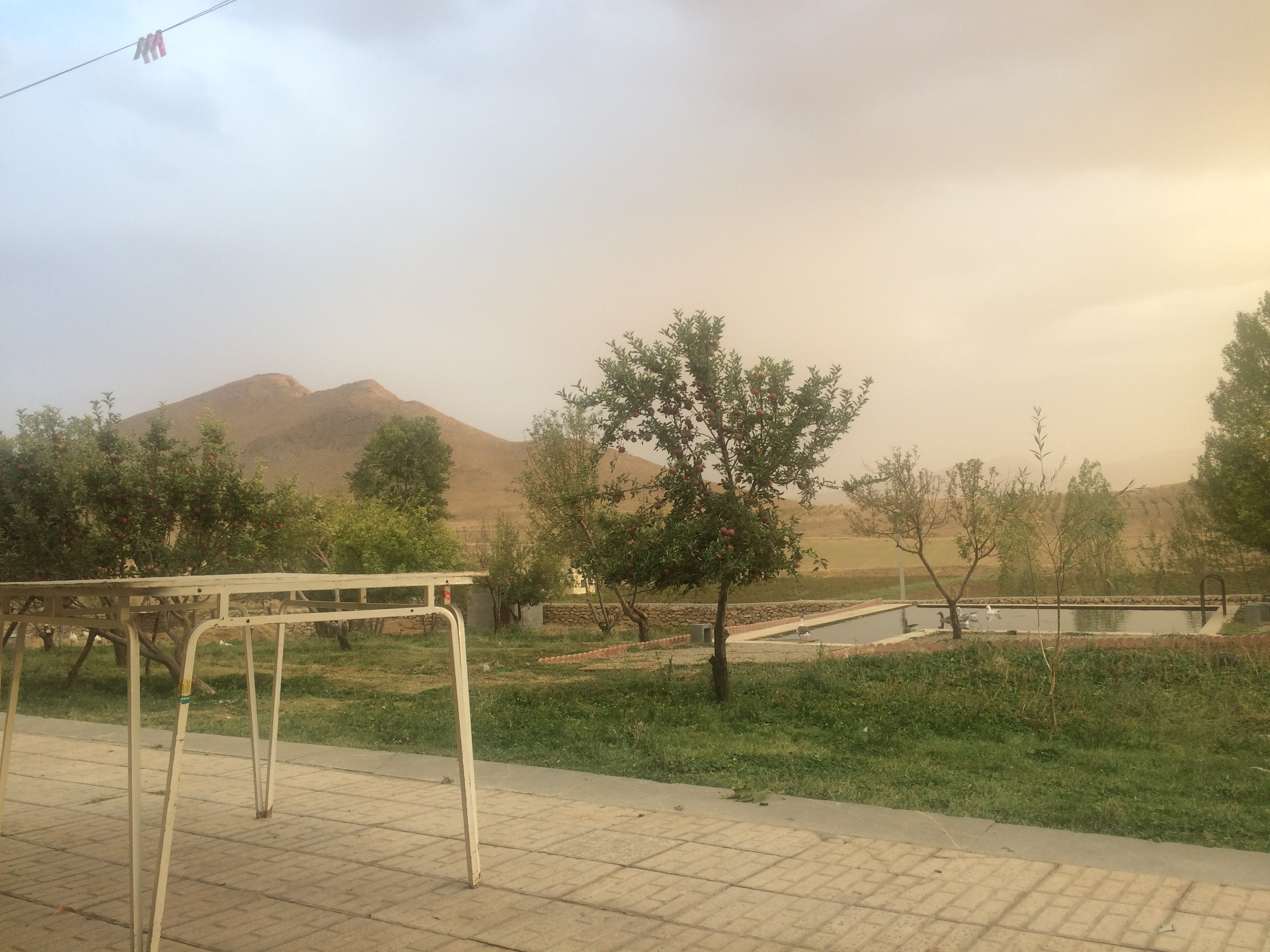
سمیرم سیاهگلک

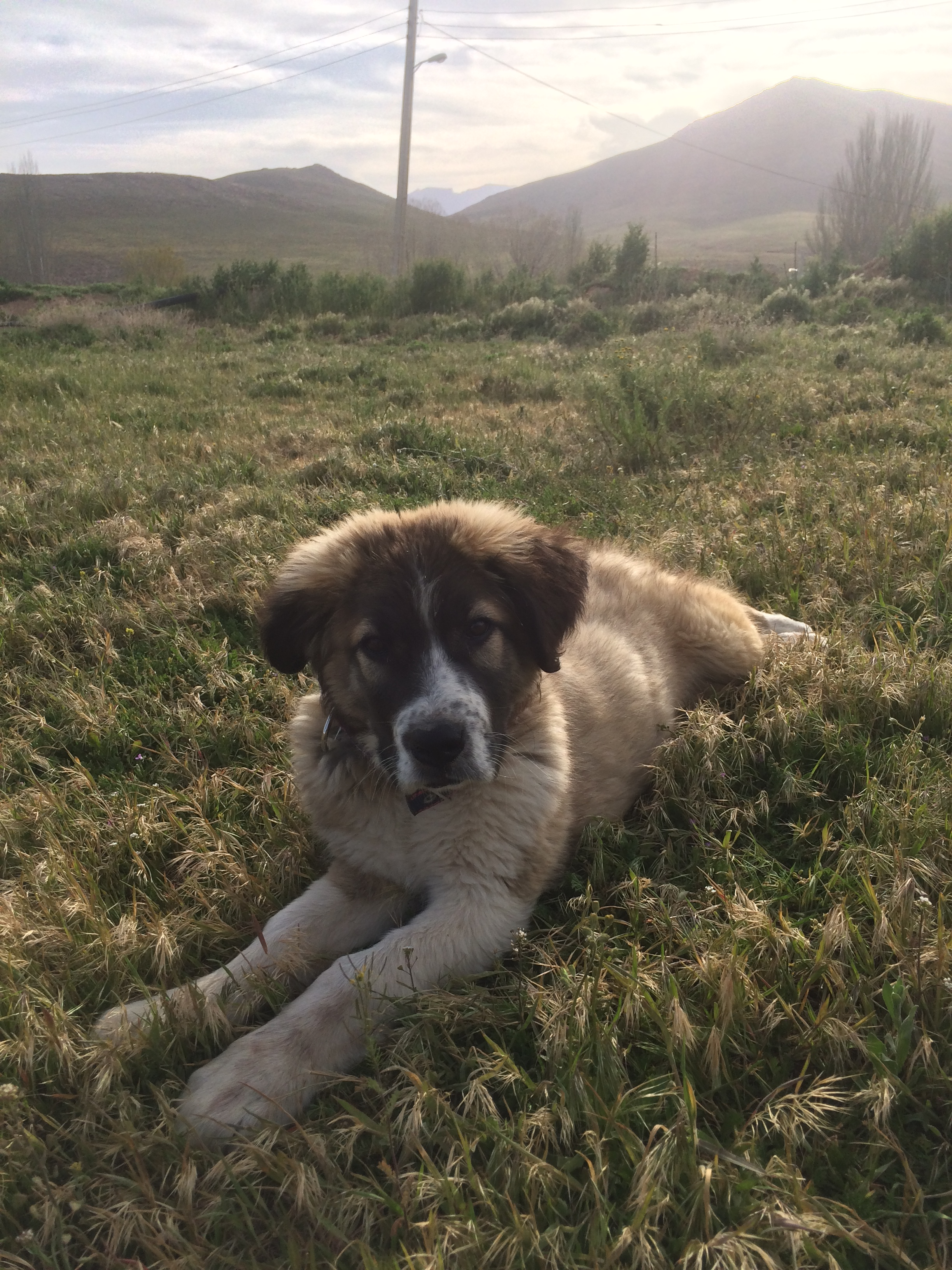
میشکا

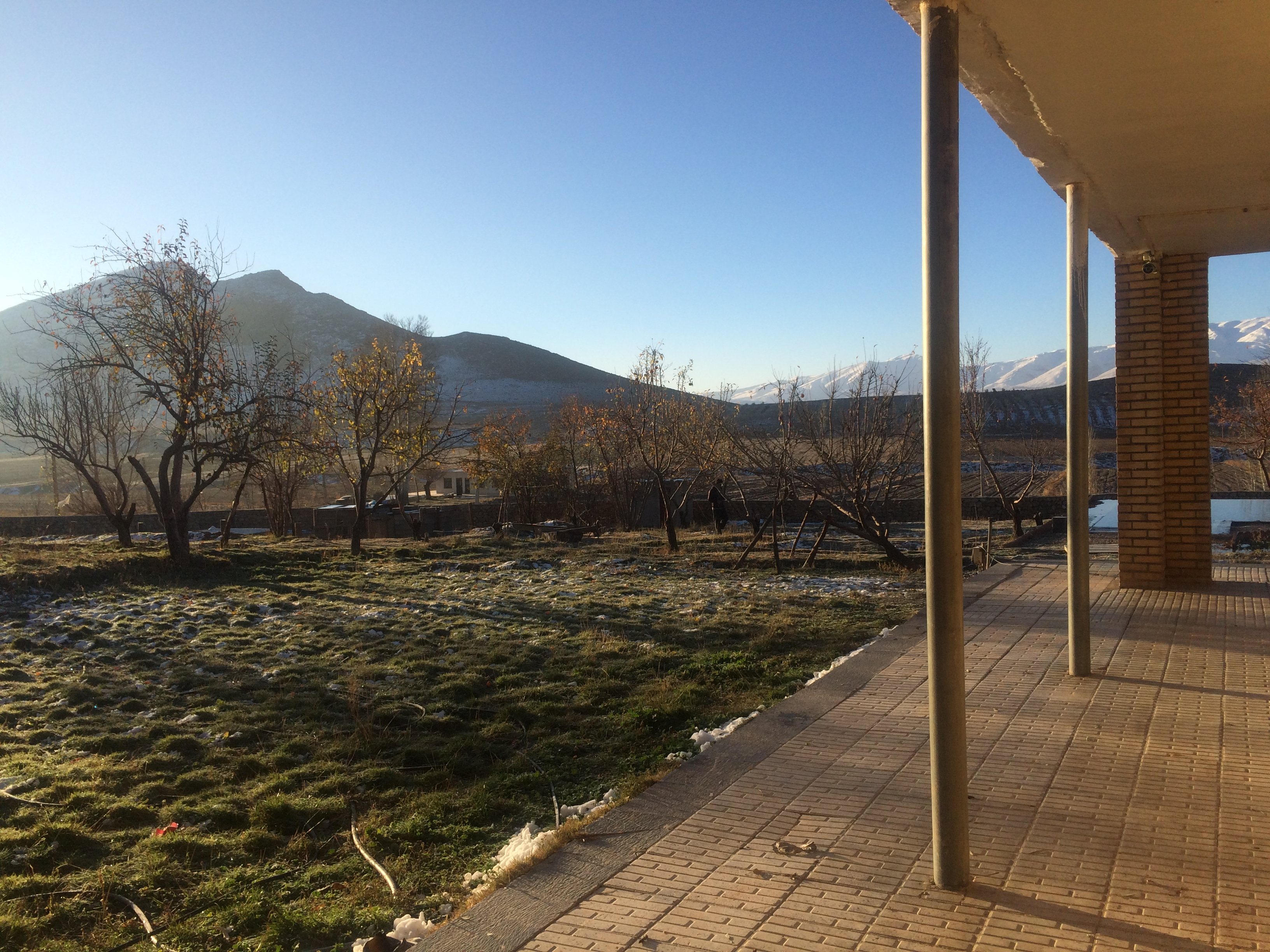
پاییز

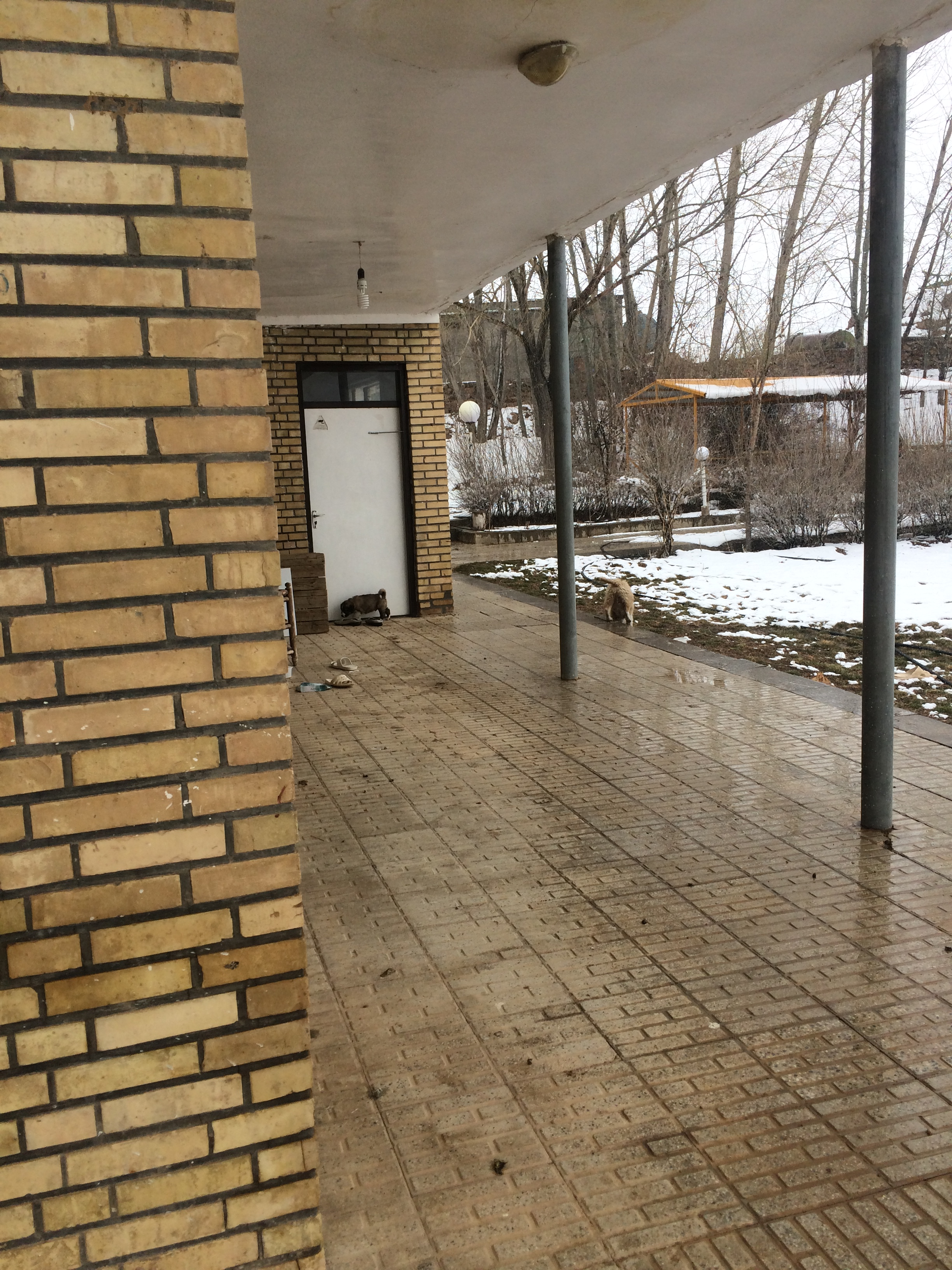
زمستان

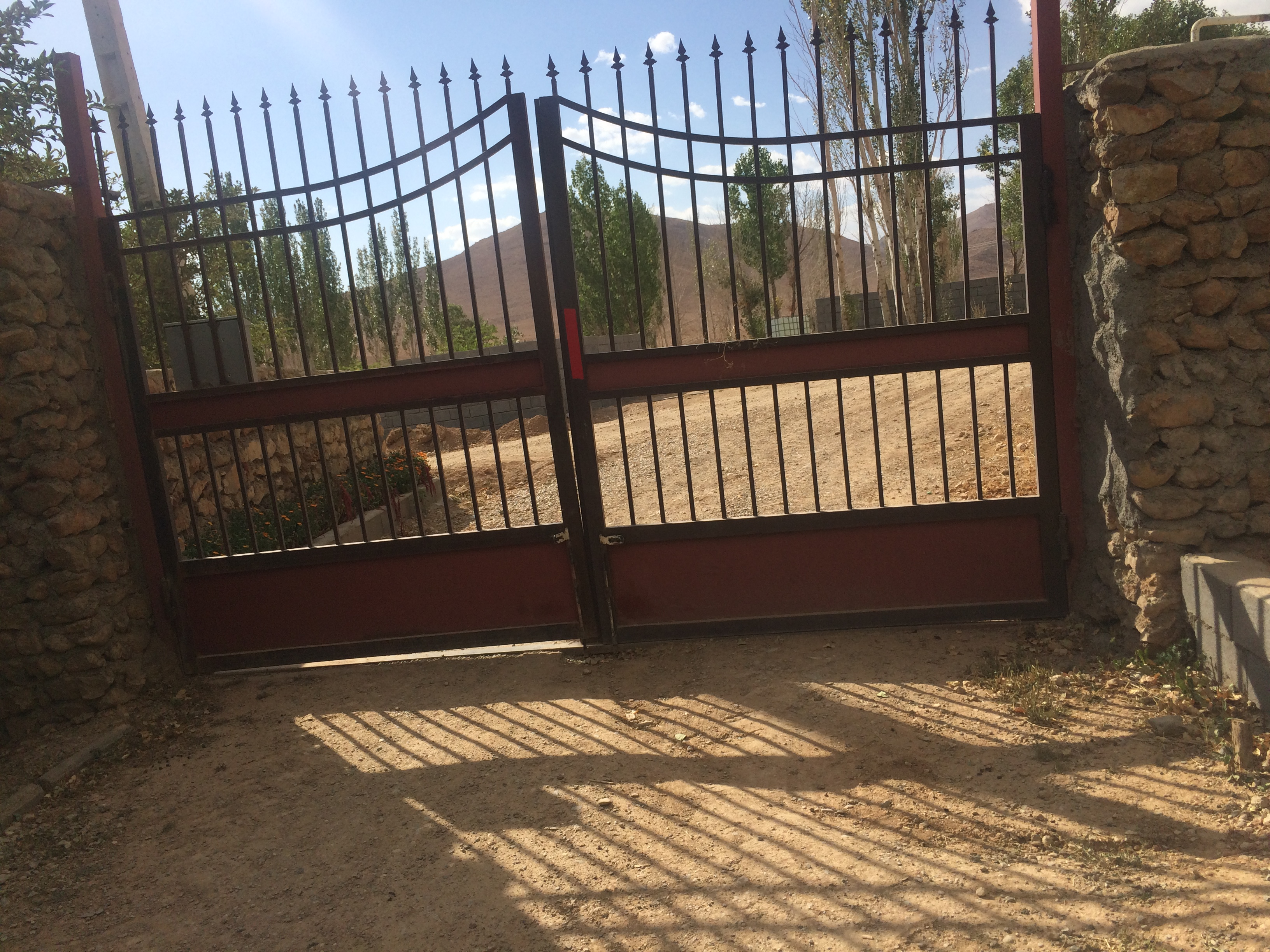
درب حیاط

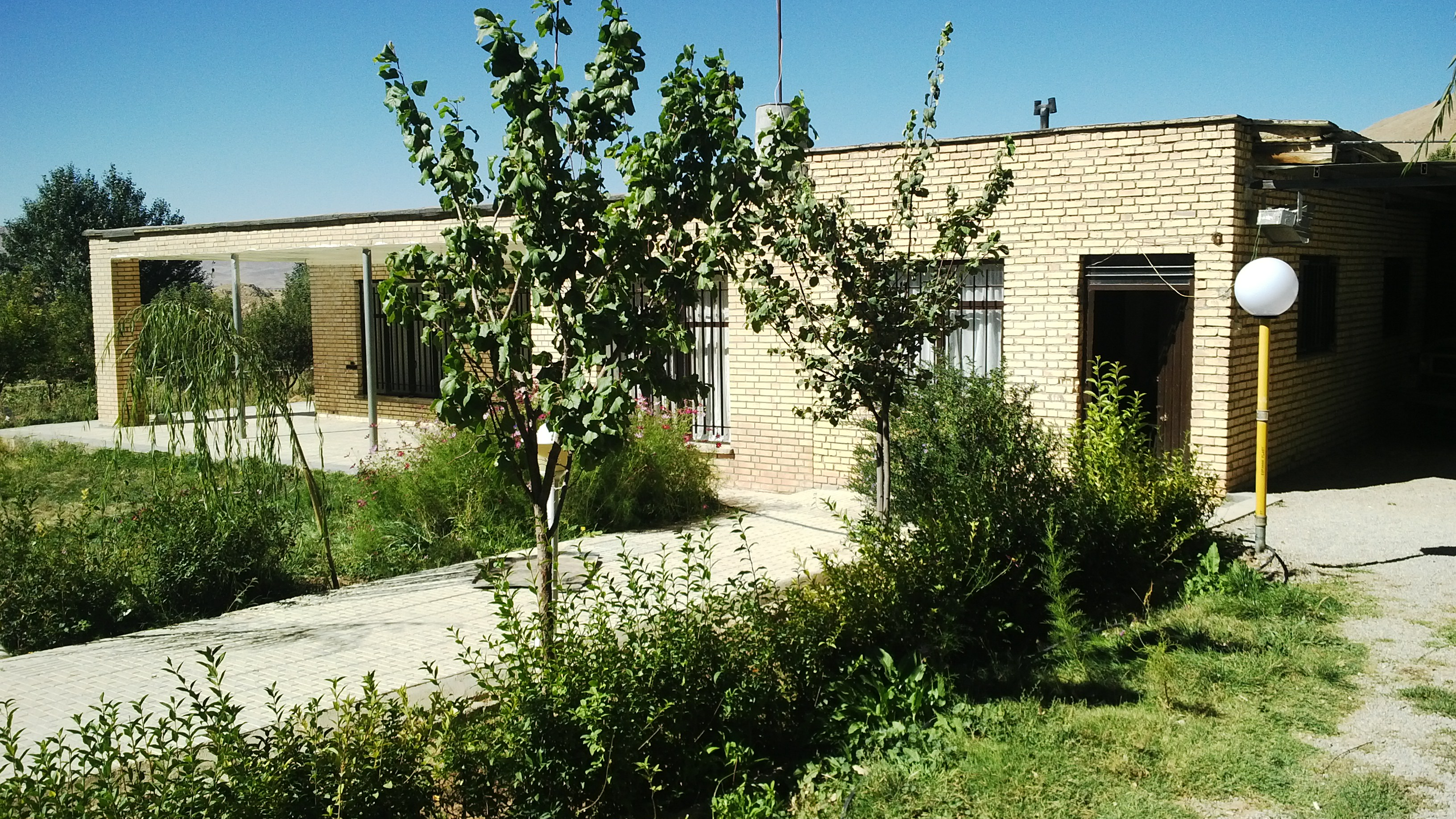
خونه ی توری

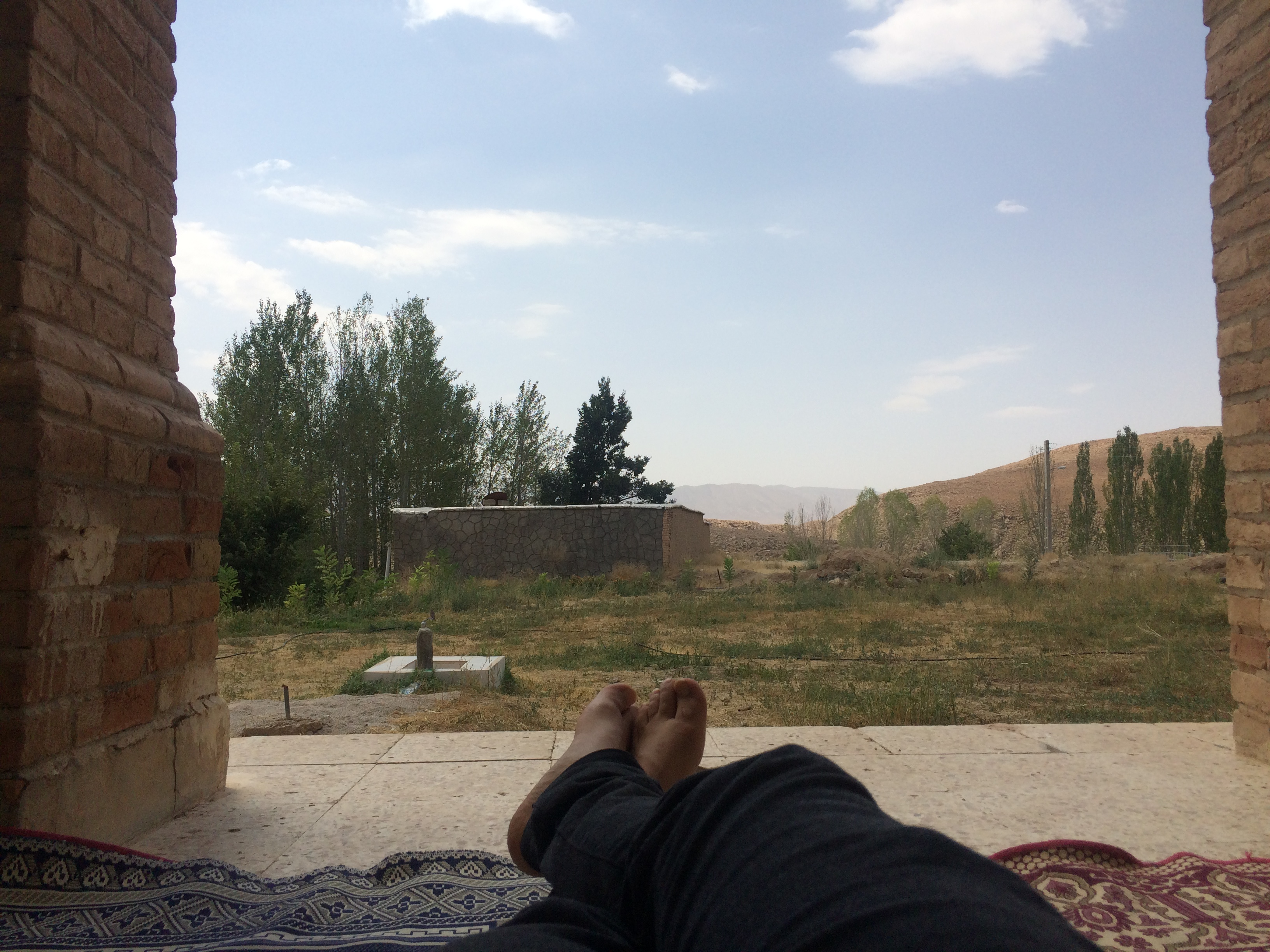
خونه ی حیدر

سیاه گلک (سمیرم)، روستایی از توابع بخش مرکزی شهرستان سمیرم در استان اصفهان ایران است.

## جمعیت
این روستا در دهستان وردشت قرار دارد و بر اساس سرشماری مرکز آمار ایران در سال 1402، جمعیت آن 70 نفر (۱۰ خانوار) بوده‌است.

## منابع

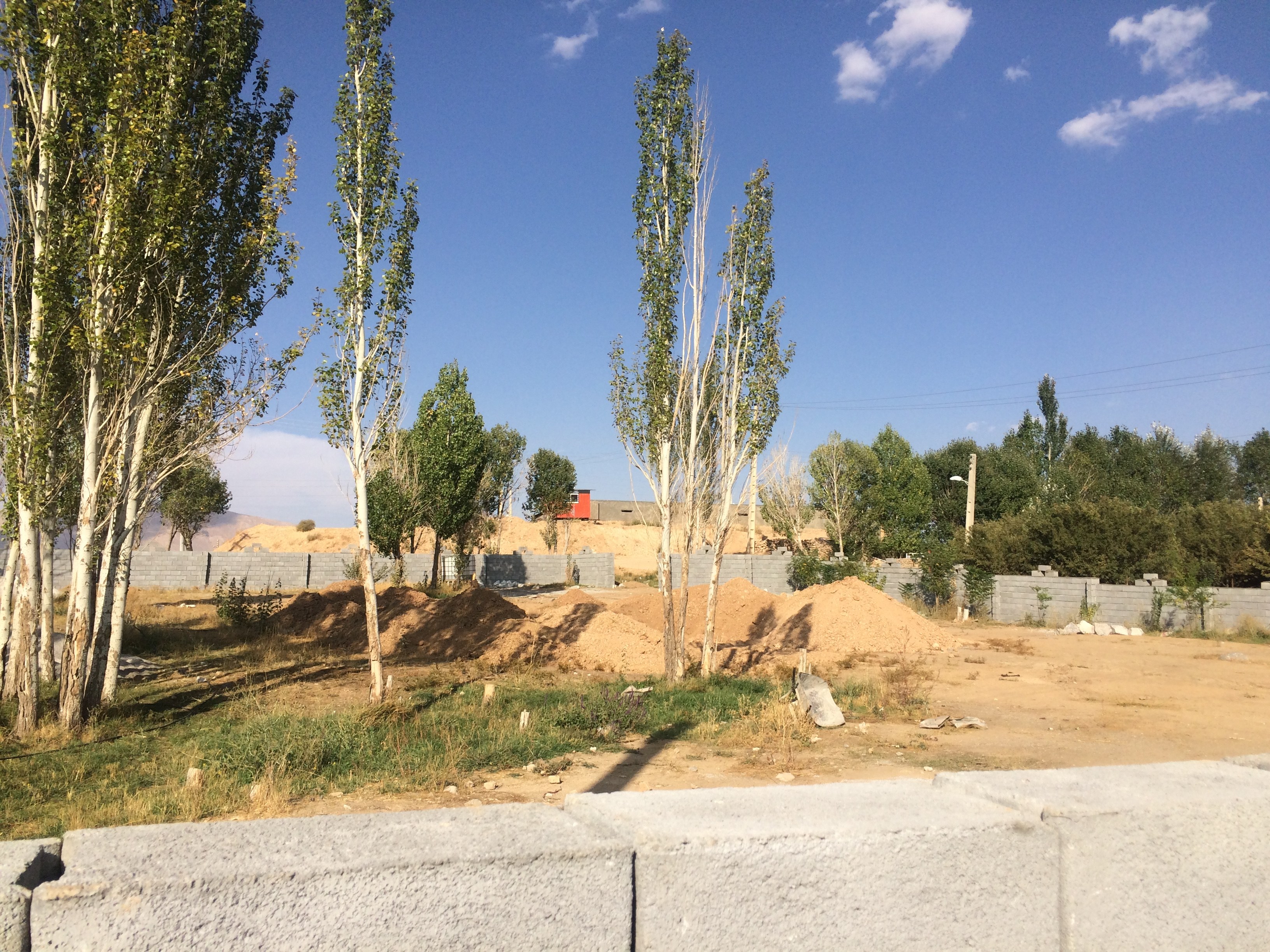
سیاهگلک تابستان